# 29612 Cindyjiang
A 29612 Cindyjiang (ideiglenes jelöléssel (29612) 1998 RR77) a Naprendszer kisbolygóövében található aszteroida. A LINEAR projekt keretében fedezték fel 1998. szeptember 14-én.